# Darneke
Darneke är en sjö i Vilhelmina kommun i Lappland och ingår i Vapstälvens huvudavrinningsområde. Sjön har en area på 2,76 kvadratkilometer och ligger 725,1 meter över havet. Darneke ligger i Vardo- Laster- och Fjällfjällen Natura 2000-område. Sjön avvattnas av vattendraget Darnekenjukke.

## Delavrinningsområde
Darneke ingår i det delavrinningsområde (725488-144153) som SMHI kallar för Utloppet av Darneke. Medelhöjden är 864 meter över havet och ytan är 21,07 kvadratkilometer. Räknas de 5 avrinningsområdena uppströms in blir den ackumulerade arean 96,89 kvadratkilometer. Darnekenjukke som avvattnar avrinningsområdet har biflödesordning 2, vilket innebär att vattnet flödar genom totalt 2 vattendrag innan det når havet efter 43 kilometer. Avrinningsområdet består mestadels av skog (18 procent) och kalfjäll (67 procent). Avrinningsområdet har 3,17 kvadratkilometer vattenytor vilket ger det en sjöprocent på 15 procent.